# 西太平洋大学
西太平洋大学（英語：Pacific Western University）是一所于1988年在美国夏威夷和加州设立的教育机构。由于在2006年在夏威夷州法院败诉，该大学于同年关闭。

## 历史
夏威夷州自2000年开始已着手整顿66所未经法律授权的学校。西太平洋大学（夏威夷分校）没有得到过所有美国教育部门认可的机构所授予的认证。因此，它颁发的学位和成绩得不到在包括奧勒岡州及德克薩斯州等數州商业雇主或其他机构的承認。
西太平洋大学（夏威夷分校）和西太平洋大学（加州分校）曾经由同一个人擁有。但是該二所大學分別獨立在兩個不同州設立經營，而且各自根據設立地區的州法及教育標準規定,設計不同的學位學程.。
根据“高校情报”（Inside Higher Ed），加州分校已经于2005年被转手，由其他的營利管理组织经营。有文章说，西太平洋大学（加州分校）和西太平洋大学（夏威夷分校）自2005年易主之后，已经没有联系了。西太平洋大学（夏威夷分校）又称“美国西太平洋国际大学”。此外該學校在路易斯安娜州也有分校。西太平洋大学（加州分校）於2005年將其加州州政府教育執照給另一所加州大學之後即關閉。
2005年年底，学校重组，加利福尼亚米拉马大学（California Miramar University）购买了一所位于加州洛杉矶，婧加州州政府许可的西太平洋大学（加州分校）。

## 校友

### 夏威夷分校
以下知名人士持有西太平洋大学(夏威夷)学历证书。
- 唐骏，教育背景及科技发明背景受到广泛质疑。其加州理工大学博士已被证实为假造，在名古屋大学是否获得硕士学位也受到质疑。

其担任过的职位新华都实业集团总裁，盛大前CEO，微软前中国区总裁。在2010年7月被指责学历造假，在回应这一说法时他指出自己拿到的是原西太平洋大学的博士学位。。
根據西太平洋大學（夏威夷）的官方文件管理機構-- Education Services，唐駿於1995年畢業於西太平洋大學（夏威夷）,獲得電機工程博士學位。
- 李易，中国移动互联网产业联盟秘书长。2011年1月3日凌晨，其在个人微博中表示，珠海魅族在2011年1月1日的M9手机产品首发中存在雇佣水军的行为。随即引发口水战，并被魅族支持者发现其拥有西太平洋大学计算机博士学历。據該校官方學籍資料管理機構Education Services顯示李易畢業於西太平洋大學-夏威夷分校。[2]
- 禹晉永。

### 加州分校
- 宾古·瓦·穆塔里卡：前马拉维总统；
- 苏珊·布洛克：美国电影摄制人；
- 艾尔·奥法里·哈钦森[2]；
- 林榮德：前任中國國民黨代理主席

## 爭議
2005年，夏威夷一公家機構控該機構，聲稱它招收少於25位夏威夷州的居民，並用數個不同網站來招收其他地區的學生。 2006年5月9日，夏威夷州法院對公家機構的控訴判定勝訴，命令西太平洋大學（夏威夷分校）停止營業。夏威夷州自2000年起,即針對超過66所未經認證學校機構採取法律行動。